# Robinet Testard

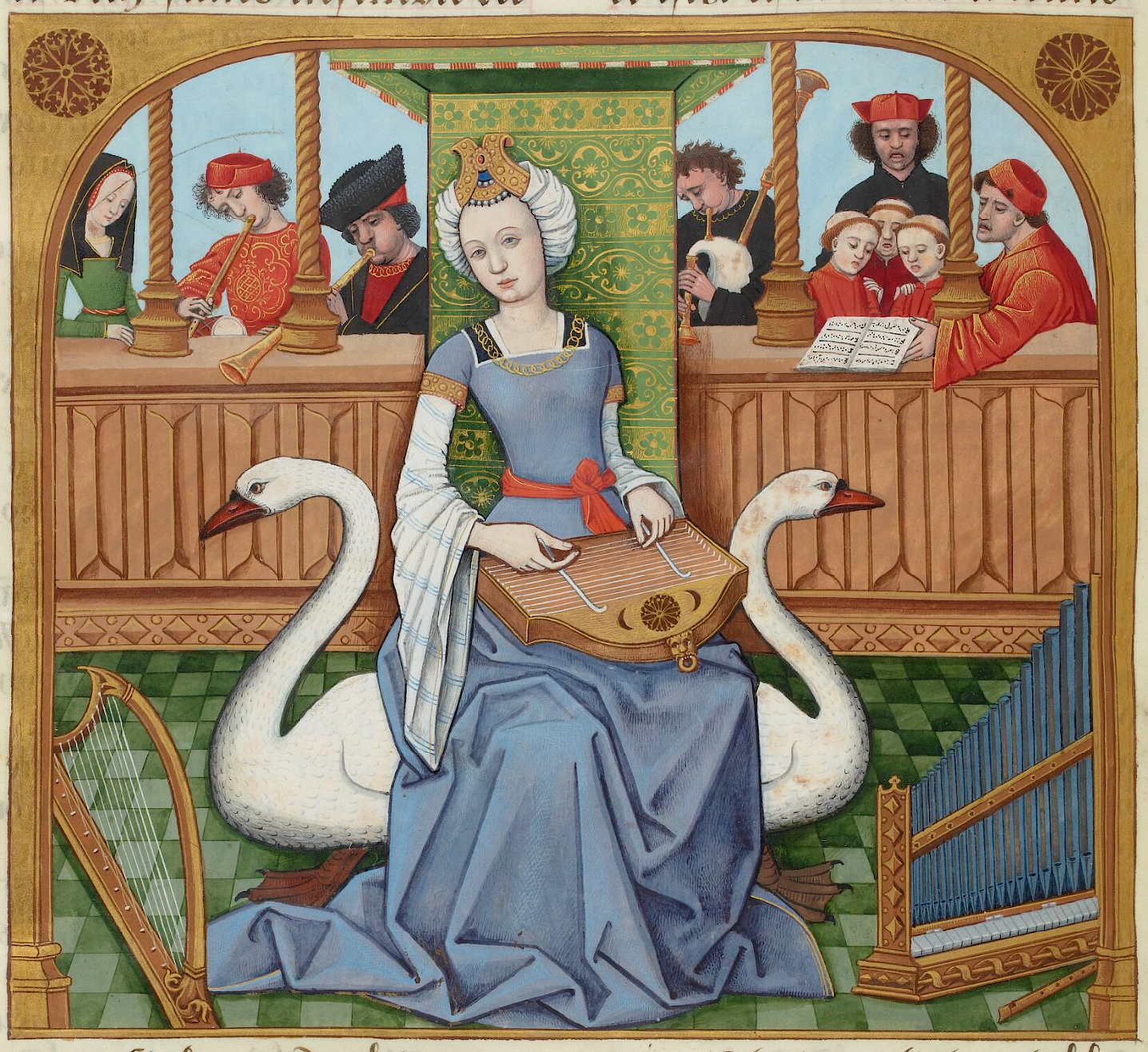
Alegoría de la Música, ilustración de Robinet Testard.

Robinet Testard fue un pintor e ilustrador francés de manuscritos renacentistas.
Realizó obras por encargo para Carlos de Orleans y Luisa de Saboya.
Su actividad se desarrolló desde 1470 hasta 1513.  
Aunque nunca firmaba sus ilustraciones, son reconocibles por el estilo.

## Obras en la Biblioteca Nacional de Francia
- «Grandes Chroniques de France»
- «Missel à l'usage de Poitiers»
- «Heures de Charles d'Angoulême»
- «Héroïdes ou Epîtres d'Ovide»[1]
- «Livre des échecs amoureux» de Evrard de Conty[2]
- «Le secret de l'histoire naturelle contenant les merveilles et choses mémorables du monde»[3]